# Troglohyphantes pumilio
Troglohyphantes pumilio este o specie de păianjeni din genul Troglohyphantes, familia Linyphiidae, descrisă de Denis, 1959.
Este endemică în Franța. Conform Catalogue of Life specia Troglohyphantes pumilio nu are subspecii cunoscute.